# 路易堡
路易堡（法語：Fort-Louis，法語發音：[fɔʁ lwi]）是法国下莱茵省的一个市镇，属于阿格诺-维桑堡区。

## 地理
路易堡（48°48'5"N, 8°3'23"E）面积12.31 平方千米，位于法国大東部大區下莱茵省，该省份为法国大陆部分最东部的省份，是阿尔萨斯的一部分，今与上莱茵省组成了阿尔萨斯欧洲集体，其南至上莱茵省，西南接孚日省和默尔特-摩泽尔省，西接摩泽尔省，北与德国接壤。
与路易堡接壤的市镇（或旧市镇、城区）包括：达伦登、勒什沃格、罗珀奈姆、什塔特马滕、赖因明斯特尔、纳阿厄塞、伦策奈姆-奥厄奈姆、许格尔斯海姆。
路易堡的时区为UTC+01:00、UTC+02:00（夏令时）。

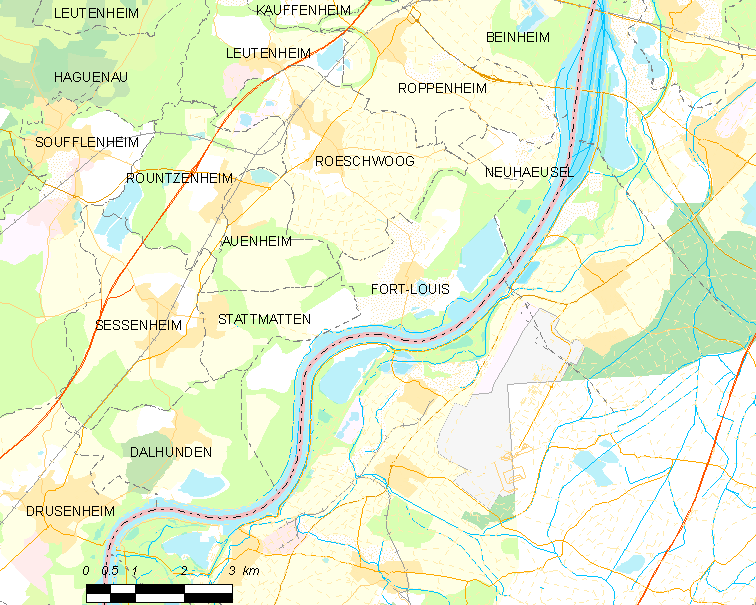
路易堡的OSM定位图

## 行政
路易堡的邮政编码为67480，INSEE市镇编码为67142。

## 政治
路易堡所属的省级选区为比什维莱尔县。

## 人口

1962-2008年间路易堡人口变化图示

路易堡于2022年1月1日时的人口数量为282人。